# Malick Fofana
Malick Fofana (* 31. März 2005 in Aalst) ist ein belgischer Fußballspieler. Der Stürmer steht beim französischen Erstligisten Olympique Lyon unter Vertrag.

## Karriere

### Im Verein
Fofana begann in seinem Heimartort bei Eendracht Aalst mit dem Fußballspielen, ehe er im Jahr 2014 in die U9 von KAA Gent wechselte. Dort durchlief er alle weiteren Jugendmannschaften. Im Januar 2022 unterschrieb er schließlich seinen ersten Profivertrag bei seinem Ausbildungsverein. Zum Ende der Saison 2021/22 wurde er von Trainer Hein Vanhaezebrouck zweimal in den Kader der Profimannschaft berufen, kam jedoch zu keinem Einsatz. Fofana nahm an der Vorbereitung der Profimannschaft zur Saison 2022/23 teil und debütierte am 17. Juli 2022 bei der 0:1-Niederlage gegen den FC Brügge im Finale des Belgischen Supercups, bei der er in der Nachspielzeit für Sven Kums eingewechselt wurde. Zwei Wochen später debütierte er auch beim 1:1-Unentschieden gegen den VV St. Truiden in der Liga. In der ersten Saisonhälfte stand er dann jedoch zumeist im Kader von Jong KAA Gent in der drittklassigen 1. Division Amateure. Daneben kam er allerdings auch schon in der ersten Mannschaft zu Kurzeinsätzen und stieg zur Rückrunde fest in den Kader der ersten Mannschaft auf. So kam er bereits in seiner ersten Saison auf 22 Einsätze in der ersten Liga sowie sieben Einsätze in der Europa Conference League.
Am 29. Juni 2023 unterzeichnete Fofana einen neuen Vertrag bis 2026 in Gent. Dort etablierte er sich in der Saison 2023/24 immer mehr in der ersten Mannschaft und kam zumeist im linken Mittelfeld zum Einsatz. Am 1. Oktober 2023 konnte er beim 1:1-Unentschieden gegen den RWD Molenbeek sein erstes Ligator für die Mannschaft erzielen. Daneben war Fofana mit seinem Verein auch international unterwegs. In der Europa Conference League konnte Gent die Gruppenphase als Zweiter hinter Maccabi Tel Aviv beenden und sich somit für die Zwischenrunde qualifizieren.
Am 10. Januar 2024 wechselte Fofana für 17 Millionen €, zuzüglich weiterer 5 Millionen € erfolgsabhängiger Bonuszahlungen, zum abstiegsbedrohten französischen Traditionsverein Olympique Lyon in die Ligue 1. Dort unterzeichnete er einen Vertrag bis 2028.

### In der Nationalmannschaft
Fofana durchlief sämtliche belgischen Nachwuchsnationalmannschaften. 2020 kam er dreimal in Freundschaftsspielen für die U-15 zum Einsatz. 2021 wurde er schließlich in den Kader der U-17 berufen, für die er am 1. September 2021 bei der 0:5-Niederlage gegen Deutschland debütierte. Im Mai 2022 wurde er in den Kader der U-17-Nationalmannschaft für die U-17-Europameisterschaft in Israel berufen. Dort kam er auch beim 3:1-Sieg gegen die Türkei am letzten Spieltag der Gruppenphase zu einem Kurzeinsatz, schied jedoch mit seiner Mannschaft bereits nach der Gruppenphase aus. In der folgenden Saison folgten sechs Einsätze für die belgische U-18 sowie ein Einsatz für die U-20. Im September 2023 wurde er erstmals für die U-21-Nationalmannschaft seines Landes nominiert. Er debütierte beim 1:0-Sieg gegen Kasachstan am 11. September 2023, bei dem er auch in der Startformation stand, und kommt seitdem regelmäßig in den Länderspielen zum Einsatz.